# 奧爾巴尼 (新罕布什爾州)
奧爾巴尼（英語：Albany）是一個位於美國新罕布什爾州卡羅爾縣的鎮。

## 人口
根據2020年美國人口普查的數據，奧爾巴尼的面積為196.20平方千米，當中陸地面積為194.70平方千米，而水域面積為1.50平方千米。當地共有人口759人，而人口密度為每平方千米4人。